# Paradoxe des prisonniers

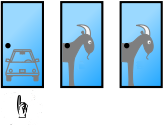
Problème de Monty Hall.

Le paradoxe des (trois) prisonniers proposé par J. Pearl est un simple calcul de probabilités.
Il ne doit pas être confondu avec le dilemme du prisonnier inventé par Merrill M. Flood et Melvin Dresher en 1950 et qui relève de la théorie des jeux. Ce paradoxe probabiliste est assez similaire au problème de Monty Hall.

## Énoncé
« Trois prisonniers sont dans une cellule. Ils savent que deux vont être condamnés à mort et un gracié, mais ils ne savent pas qui. L'un d'entre eux va voir le gardien et lui demande : « Je sais bien que tu ne peux rien me dire, mais tu peux au moins me montrer un de mes compagnons qui sera exécuté ». Le gardien réfléchit, se dit que de toute manière au moins l'un des deux autres prisonniers sera condamné, et s'exécute. Le prisonnier lui répond alors : « Merci, avant, j'avais une chance sur trois d'être gracié, et maintenant, j'ai une chance sur deux. »

Note : Évidemment, quiconque a en main la décision de grâce sait avec certitude qui est déjà gracié. Le problème se situe au point de vue du prisonnier. A-t-il raison de croire que sa probabilité d'être exécuté a varié ?

## Interprétations
On supposera équiprobables les chances des prisonniers. On exclut également le mensonge ou une forme de préférence dans la réponse du gardien.
Désignons par r le prisonnier qui demande (le raisonneur), d le prisonnier désigné et t le troisième, et notons G le prisonnier qui est gracié.
La valeur 1/2 correspond alors (ou semble correspondre) à la probabilité :
Cette probabilité prend bien en compte la réponse du gardien G ≠ d.
Mais, en réalité le raisonneur occulte ici une information importante : sa propre demande. Le raisonnement serait valable si sa demande avait été : « Peux-tu désigner l'un de nous trois qui sera condamné ? » Mais tel n'est pas le cas.
Compte tenu de l'ensemble des informations dont on dispose à la fin du dialogue, les chances de survie du raisonneur sont, non pas P( G=r | G≠d ), mais P( G=r | I=d ) où I est la réponse du gardien à la demande du raisonneur.
Un calcul de probabilités conditionnelles donne
où par ailleurs 
Suivant les suppositions 
donc 
P( I=d | G=r ) = 1/2 traduit l'absence de préférence dans la réponse du gardien. Cet a priori consiste à supposer que le gardien est neutre dans son choix. Cette supposition n'est pas de nature différente de celle de l'équiprobabilité.
Toutefois, sans cette supposition, la réponse du raisonneur peut se justifier par sa conviction (infondée) que le gardien désigne d dès qu'il le peut (c’est-à-dire, P( I=d | G=r )= 1).
En revanche les chances de survie des autres prisonniers ont évolué : P( G=d | I=d ) = 0 exprime que le gardien ne ment pas, et 
car G=t ⇒ I=d.
|                             | r le raisonneur | d le désigné | t le troisième |
| --------------------------- | --------------- | ------------ | -------------- |
| initialement                | 1/3             | 1/3          | 1/3            |
| après la réponse du gardien | 1/3             | 0            | 2/3            |

## Conclusions
Donc, le prisonnier n'a toujours qu'une chance sur trois d'être gracié, par contre, l'information profite au prisonnier non désigné, qui voit sa chance d'être gracié monter à 2/3.
Si ce problème ressemble au paradoxe des deux enfants (même valeurs de probabilité), il en diffère par nature. Il s'agit d'un raisonnement fallacieux et non d'un véritable paradoxe.
Bien que le flou sémantique soit patent : deux valeurs de probabilité sont avancées par le raisonneur sans clairement préciser les variables aléatoires associées ; il ne justifie en rien la valeur 1/2, qui révèle une contradiction interne dans les propos du raisonneur.
J. Pearl a introduit le paradoxe des trois prisonniers dans le but de montrer que l'analyse bayésienne fournit un outil puissant de formalisation du raisonnement dans l'incertain. Cet exemple illustre surtout à quel point cet outil est délicat à employer.

## Prolongement
Supposons maintenant que les prisonniers sont dans trois cellules individuelles numérotées. L'un des numéros a été tiré au sort et le prisonnier occupant la cellule associée à ce numéro sera gracié. Enfin le gardien désigne une porte comme n'ayant pas été tirée au sort et offre au raisonneur la possibilité d'échanger sa place avec l'un de ses congénères. Que doit faire le raisonneur ?
En permutant avec le troisième prisonnier, il s'approprie les chances de survie de ce dernier : ses chances de survies passent donc de 1/3 à 2/3. Pour s'en convaincre, il faut considérer que le raisonneur se retrouve dans la situation d'un joueur confronté au problème de Monty Hall.